# Campeonato Africano de Atletismo de 2024 - 200 m masculino
A prova dos 200 metros masculino do Campeonato Africano de Atletismo de 2024 foi disputada nos dias 25 e 26 de junho, no Estádio de Japoma, em Duala, nos Camarões.

## Recordes
Antes desta competição, os recordes mundiais e do campeonato nesta prova eram os seguintes:
|                       | Nome               | Nacionalidade | Tempo  | Local   | Data                 |
| --------------------- | ------------------ | ------------- | ------ | ------- | -------------------- |
| Recorde mundial       | Usain Bolt         | Jamaica       | 19s 19 | Berlim  | 20 de agosto de 2009 |
| Recorde do campeonato | Frankie Fredericks | Namíbia       | 19s 99 | Dakar   | 22 de agosto de 1998 |
| Recorde africano      | Letsile Tebogo     | Botswana      | 19s 50 | Londres | 23 de julho de 2023  |

## Medalhistas
| Ouro                    | Prata                      | Bronze               |
| Joseph Fahnbulleh (LBR) | Tapiwanashe Makarawu (ZIM) | Emmanuel Eseme (CMR) |

## Cronograma
Todos os horários são locais (UTC+1).
| Data        | Hora  | Evento    |
| ----------- | ----- | --------- |
| 25 de junho | 14:55 | Bateria   |
| 25 de junho | 17:45 | Semifinal |
| 26 de junho | 17:10 | Final     |

## Resultados

### Bateria
Qualificação: 2 atletas de cada bateria (Q) mais os 6 melhores qualificados (q).
Vento:
Bateria 1: -0.1 m/s, Bateria 2: -0.5 m/s, Bateria 3: -0.2 m/s, Bateria 4: 0.0 m/s, Bateria 5: -0.6 m/s, Bateria 6: -0.1 m/s, Bateria 7: +0.1 m/s, Bateria 8: +0.2 m/s, Bateria 9: +0.6 m/s
| Posição | Bateria | Atleta                          | Nacionalidade                  | Tempo | Notas    |
| ------- | ------- | ------------------------------- | ------------------------------ | ----- | -------- |
| 1       | 1       | Sinesipho Dambile               | África do Sul                  | 20.69 | Q        |
| 2       | 5       | Noah Bibi                       | Ilhas Maurícias                | 20.82 | Q        |
| 3       | 4       | Abdul-Rasheed Saminu            | Gana                           | 20.88 | Q        |
| 4       | 6       | Alaba Akintola                  | Nigéria                        | 20.94 | Q        |
| 5       | 2       | Tapiwanashe Makarawu            | Zimbabwe                       | 21.00 | Q        |
| 6       | 2       | Hachim Maaroufou                | Comores                        | 21.02 | Q        |
| 7       | 9       | Raphael Ngaguele Mberlina       | Camarões                       | 21.04 | Q        |
| 8       | 3       | Joseph Fahnbulleh               | Libéria                        | 21.08 | Q        |
| 9       | 9       | Tumo Stagato van Wyk            | Botswana                       | 21.09 | Q        |
| 10      | 8       | Samuel Waweru                   | Quênia                         | 21.10 | Q        |
| 11      | 4       | Fode Sissoko                    | Mali                           | 21.18 | Q        |
| 12      | 7       | Emmanuel Eseme                  | Camarões                       | 21.21 | Q        |
| 13      | 4       | Elvis Gaseb                     | Namíbia                        | 21.22 | q        |
| 14      | 5       | Sibusiso Matsenjwa              | Essuatíni                      | 21.23 | Q        |
| 15      | 5       | Adama Jammeh                    | Gâmbia                         | 21.25 | q        |
| 16      | 3       | Dominique Lasconi Mulamba       | República Democrática do Congo | 21.29 | Q        |
| 17      | 9       | Patrice Esele Sasa              | República Democrática do Congo | 21.30 | q        |
| 18      | 2       | Jacky Yapo Uleich Adzeu         | Costa do Marfim                | 21.31 | q        |
| 19      | 3       | Ngoni Makusha                   | Zimbabwe                       | 21.32 | q        |
| 20      | 4       | Sengan Jobe                     | Gâmbia                         | 21.36 | q        |
| 21      | 3       | Mcebo Mkhaliphi                 | Essuatíni                      | 21.37 |          |
| 21      | 5       | Lionnel Muteba                  | República Democrática do Congo | 21.37 |          |
| 23      | 1       | Hatago Murere                   | Namíbia                        | 21.45 | Q        |
| 24      | 6       | Claude Itoungue Bongogne        | Camarões                       | 21.51 | Q        |
| 24      | 9       | Omar Ndoye                      | Senegal                        | 21.51 |          |
| 26      | 2       | Moulaye Sonko                   | Senegal                        | 21.55 |          |
| 27      | 7       | Godiraone Lobatlamang           | Botswana                       | 21.63 | Q        |
| 28      | 7       | Dan Kiviasi                     | Quênia                         | 21.66 |          |
| 29      | 1       | Kouadio Éric Kouame             | Costa do Marfim                | 21.68 |          |
| 30      | 4       | Jerome Kounou                   | Benim                          | 21.71 |          |
| 31      | 3       | Ojulu Kul                       | Etiópia                        | 21.76 |          |
| 32      | 9       | Wissy Frank Hoye Yenda Moukoula | Gabão                          | 21.79 |          |
| 33      | 2       | Denzel Adem                     | Seicheles                      | 21.80 |          |
| 34      | 1       | Mlandvo Maziya                  | Essuatíni                      | 21.81 |          |
| 35      | 2       | Noah Lawson                     | Togo                           | 21.83 |          |
| 36      | 6       | Romeo Manzila Mahambou          | República do Congo             | 21.93 |          |
| 37      | 6       | Seco Camara                     | Guiné-Bissau                   | 21.95 |          |
| 38      | 1       | David Nguema Allogho            | Gabão                          | 21.98 |          |
| 39      | 8       | Sharry Dodin                    | Seicheles                      | 21.99 | Q        |
| 40      | 5       | Mike Nyang'au                   | Quênia                         | 22.04 |          |
| 41      | 4       | Dylan Sicobo                    | Seicheles                      | 22.21 |          |
| 42      | 2       | Melkamu Assefa                  | Etiópia                        | 22.31 |          |
| 43      | 6       | Caleb Adonai                    | República Centro-Africana      | 22.46 |          |
| 44      | 4       | Ahmed Musa                      | Etiópia                        | 22.54 |          |
| 45      | 5       | Ronaldinho Oliveira             | Cabo Verde                     | 22.75 |          |
| 46      | 7       | Ludovic Kilambaye               | Chade                          | 23.49 |          |
| 47      | 8       | Marcos Santos                   | Angola                         | 23.84 |          |
| 48      | 3       | Joshan Vencatasamy              | Ilhas Maurícias                | 23.87 |          |
| 99      | 2       | Gnamien Nehemie N'Goran         | Costa do Marfim                | DSQ   | TR17.2.3 |
| 99      | 5       | Rémi Adandjo                    | Benim                          | DSQ   | TR17.2.3 |
| 99      | 3       | Alieu Joof                      | Gâmbia                         | DNF   |          |
| 99      | 6       | Akeem Sirleaf                   | Libéria                        | DNF   |          |
| 99      | 1       | Mamadou Fall Sarr               | Senegal                        | DNS   |          |
| 99      | 1       | Herve Toumandji                 | República Centro-Africana      | DNS   |          |
| 99      | 1       | Letsile Tebogo                  | Botswana                       | DNS   |          |
| 99      | 3       | Abdou Idhat                     | Senegal                        | DNS   |          |
| 99      | 4       | Shaun Maswanganyi               | África do Sul                  | DNS   |          |
| 99      | 5       | Ahmed Essabai                   | Líbia                          | DNS   |          |
| 99      | 6       | Kossi Médard Nayo               | Togo                           | DNS   |          |
| 99      | 7       | Seye Ogunlewe                   | Nigéria                        | DNS   |          |
| 99      | 7       | Arão Adão Simão                 | Angola                         | DNS   |          |
| 99      | 7       | Amara Conte                     | Guiné                          | DNS   |          |
| 99      | 8       | Gregorio Ndong Oye              | Guiné Equatorial               | DNS   |          |
| 99      | 8       | Udodi Onwuzurike                | Nigéria                        | DNS   |          |
| 99      | 8       | Fuseini Ibrahim                 | Gana                           | DNS   |          |
| 99      | 8       | Ibrahima Hamayadji              | Camarões                       | DNS   |          |
| 99      | 9       | Gilbert Hainuca                 | Namíbia                        | DNS   |          |

### Semifinal
Qualificação: 2 atletas de cada bateria (Q) mais os 2 melhores qualificados (q).
Vento:
Bateria 1: -0.4 m/s, Bateria 2: -1.1 m/s, Bateria 3: -0.4 m/s
| Posição | Bateria | Atleta                    | Nacionalidade                  | Tempo | Notas |
| ------- | ------- | ------------------------- | ------------------------------ | ----- | ----- |
| 1       | 3       | Emmanuel Eseme            | Camarões                       | 20.47 | Q     |
| 2       | 3       | Abdul-Rasheed Saminu      | Gana                           | 20.52 | Q     |
| 3       | 1       | Joseph Fahnbulleh         | Libéria                        | 20.58 | Q     |
| 4       | 2       | Tapiwanashe Makarawu      | Zimbabwe                       | 20.67 | Q     |
| 5       | 3       | Alaba Akintola            | Nigéria                        | 20.79 | q     |
| 6       | 2       | Noah Bibi                 | Ilhas Maurícias                | 20.80 | Q     |
| 7       | 1       | Sibusiso Matsenjwa        | Essuatíni                      | 20.87 | Q     |
| 8       | 3       | Hachim Maaroufou          | Comores                        | 21.07 | q     |
| 9       | 1       | Raphael Ngaguele Mberlina | Camarões                       | 21.08 |       |
| 10      | 2       | Tumo Stagato van Wyk      | Botswana                       | 21.10 |       |
| 11      | 2       | Godiraone Lobatlamang     | Botswana                       | 21.12 |       |
| 12      | 1       | Elvis Gaseb               | Namíbia                        | 21.21 |       |
| 13      | 2       | Samuel Waweru             | Quênia                         | 21.22 |       |
| 14      | 2       | Adama Jammeh              | Gâmbia                         | 21.23 |       |
| 15      | 1       | Sengan Jobe               | Gâmbia                         | 21.37 |       |
| 16      | 3       | Ngoni Makusha             | Zimbabwe                       | 21.45 |       |
| 17      | 2       | Jacky Yapo Uleich Adzeu   | Costa do Marfim                | 21.46 |       |
| 18      | 3       | Patrice Esele Sasa        | República Democrática do Congo | 21.47 |       |
| 19      | 2       | Dominique Lasconi Mulamba | República Democrática do Congo | 21.64 |       |
| 20      | 1       | Sharry Dodin              | Seicheles                      | 22.01 |       |
| 99      | 1       | Sinesipho Dambile         | África do Sul                  | DNS   |       |
| 99      | 1       | Fode Sissoko              | Mali                           | DNS   |       |
| 99      | 3       | Hatago Murere             | Namíbia                        | DNS   |       |
| 99      | 3       | Claude Itoungue Bongogne  | Camarões                       | DNS   |       |

### Final
A final ocorreu dia 26 de junho às 17:10.
Vento: +0.1 m/s
| Posição           | Raia | Atleta               | Nacionalidade   | Tempo | Notas |
| ----------------- | ---- | -------------------- | --------------- | ----- | ----- |
| Medalha de ouro   | 6    | Joseph Fahnbulleh    | Libéria         | 20.25 |       |
| Medalha de prata  | 3    | Tapiwanashe Makarawu | Zimbabwe        | 20.51 |       |
| Medalha de bronze | 5    | Emmanuel Eseme       | Camarões        | 20.66 |       |
| 4                 | 4    | Abdul-Rasheed Saminu | Gana            | 20.67 |       |
| 5                 | 8    | Sibusiso Matsenjwa   | Essuatíni       | 20.95 |       |
| 6                 | 2    | Hachim Maaroufou     | Comores         | 21.02 |       |
| 7                 | 7    | Noah Bibi            | Ilhas Maurícias | 21.16 |       |
| 8                 | 1    | Alaba Akintola       | Nigéria         | 21.45 |       |

Legenda
| Recorde mundial       | Recorde mundial (World record)               |                       | Recorde africano                      | Recorde africano (African) |                                           | Q | Classificado por posição (Qualified) |
| Recorde do campeonato | Recorde do campeonato (Championship record)  | Recorde da América    | Recorde da América (Americas)         | q                          | Classificado por melhor tempo (Qualified) |   |                                      |
| Melhor marca do ano   | Melhor marca do ano (World leading)          | Recorde asiático      | Recorde asiático (Asian)              | DNS                        | Não largou (Did not start)                |   |                                      |
| Recorde nacional      | Recorde nacional (National record)           | Recorde europeu       | Recorde europeu (European)            | DNF                        | Não terminou (Did not finish)             |   |                                      |
| Recorde pessoal       | Recorde pessoal do atleta (Personal best)    | Recorde da Oceania    | Recorde da Oceania (Oceania)          | DSQ / DQ                   | Desclassificado (Disqualified)            |   |                                      |
| Recorde da temporada  | Recorde da temporada do atleta (Season best) | Recorde sul-americano | Recorde sul-americano (South America) | NM                         | Sem marca (No mark)                       |   |                                      |